# 성소수자 자긍심의 달
성소수자 자긍심의 달(LGBT Pride Month)은 성소수자의 자긍심을 기념하고 인식을 널리 알리기 위해 지정되는 특정한 달이다. 주로 1969년 6월 28일 스톤월 항쟁으로 촉발된 동성애자 해방 운동을 기념하여 6월로 지정되며, 퀴어 퍼레이드를 비롯한 행사를 한다.

## 역사
성소수자 자긍심의 달의 역사는 1969년 6월 28일 미국 뉴욕시 로어맨해튼의 게이 바인 스톤월 인이 경찰의 습격을 받은 직후에 일어난 스톤월 항쟁과 함께 시작되었다. 실비아 리베라(Sylvia Rivera)와 스토메 델라베리에(Stormé DeLarverie)와 같은 활동가들이 집회를 주도한 것으로 알려져 있다.
스톤월 항쟁 1주년에 첫 뉴욕 프라이드 행진인 크리스토퍼 거리 해방기념일(Christopher Street Liberation Day) 등 미국의 여러 도시들에서 프라이드 퍼레이드가 열렸다. 스톤월 항쟁과 미국 여러 도시에서 열린 1주년 프라이드 퍼레이드 이후 몇 년동안 미국에서 성소수자 단체들이 급속히 증가하였고 LGBT 프라이드 운동이 확산되었다. 세계 각지의 도시에서 대부분의 성소수자 자긍심의 달 행사는 6월에 열리나, 기후 등으로 적절하지 않은 경우에는 다른 기간에 열리기도 한다.